# Albert Edelfelt

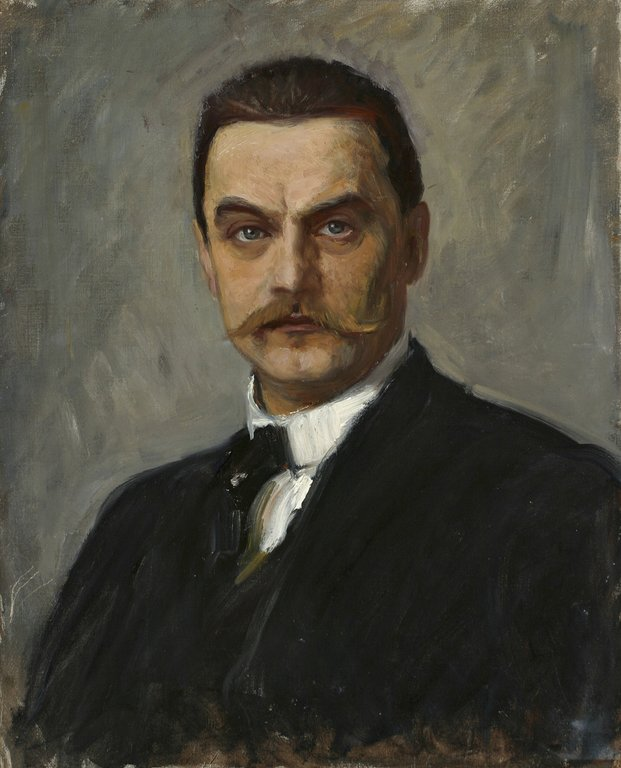
Autorretrato (ca. 1887–90).

Albert Gustaf Aristides Edelfelt (21 de julio de 1854 - 18 de agosto de 1905) fue un pintor finlandés.

## Biografía

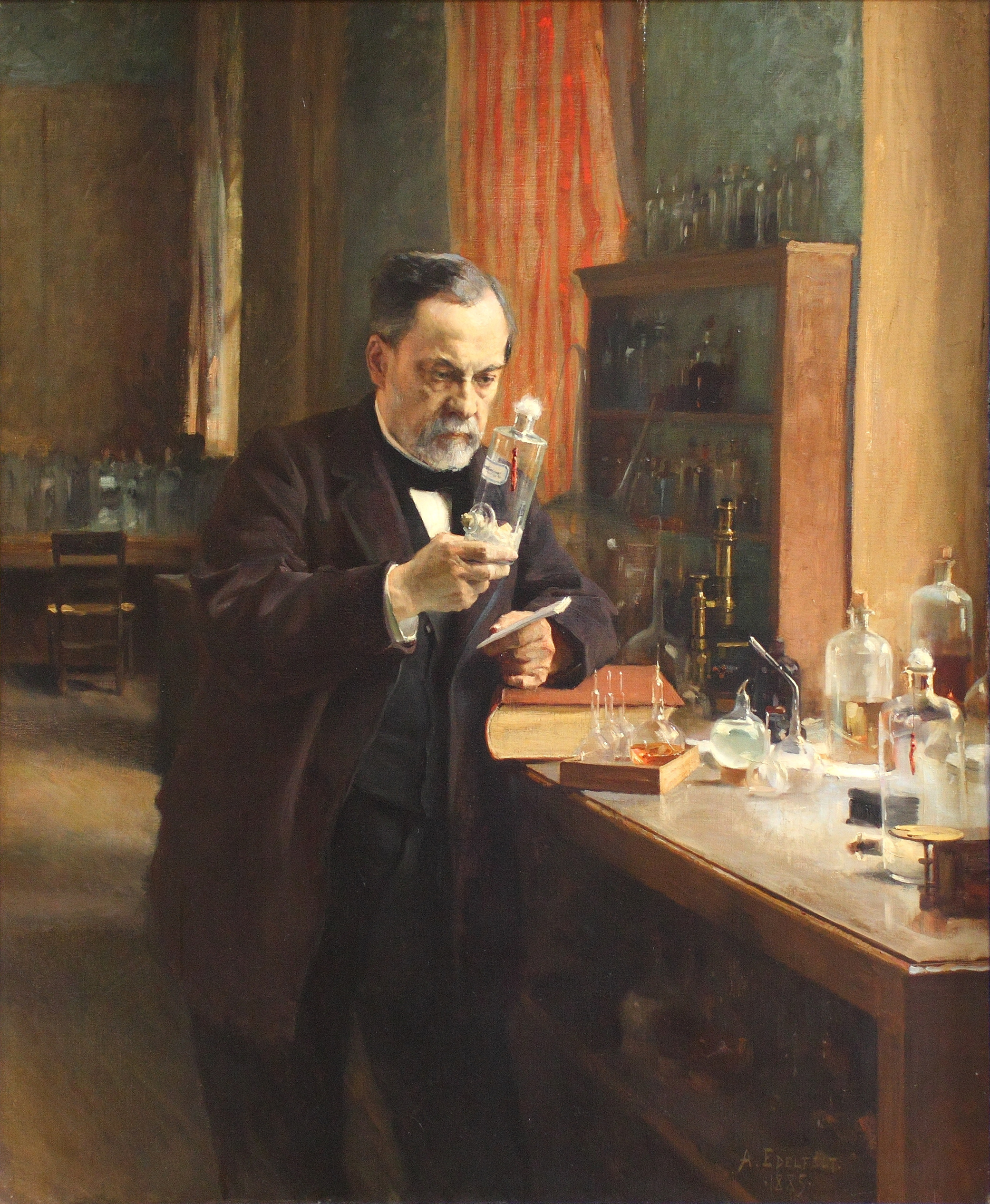
Retrato de Pasteur por Edelfelt.

Nació en Porvoo, y su padre, Carl Albert, fue un arquitecto. Edelfelt admiraba al poeta Johan Ludvig Runeberg, quien era amigo de la familia. La compañía de Runeberg tuvo un impacto duradero en Edelfelt, quien de vez en cuando se inspiró en escenas de la historia de Finlandia para hacer sus pinturas. Edelfelt también ilustró su poema épico Las Historias de Ensign Stål. Estudió en Amberes (1873-1874), París (1874-1878) y San Petersburgo (1881-1882). En cinco semanas de abril y mayo de 1881 hizo un viaje por España en compañía de los pintores Albert Noël y Edward D. Boit, del que dejó reseña en cartas que han sido publicadas. En 1888 se casó con la baronesa (vapaaherratar) Ellan de la Chapelle, con quien tuvo un hijo.
Edelfelt fue uno de los primeros artistas finlandeses en conseguir fama internacional. Su obra fue especialmente exitosa en París; allí Edelfelt frecuentó los círculos del naturalismo. Fue uno de los fundadores del movimiento artístico realista en Finlandia. También colaboró con muchos artistas de su país, como el joven Akseli Gallen-Kallela a quien facilitó su llegada a París. Se hizo muy célebre su retrato del bacteriólogo francés Louis Pasteur.

## Pinturas
- La Reina Blanca (1877)
- Duque Carlos insultando al cadáver de Klas Fleming (1878)
- El funeral de un niño (1879)
- Virginie (1883)
- Retrato de Louis Pasteur (1885)
- Estudio de modelo femenino (1874)
- Cartas del viaje por España, Madrid: Polifemo, 2006.

## Galería

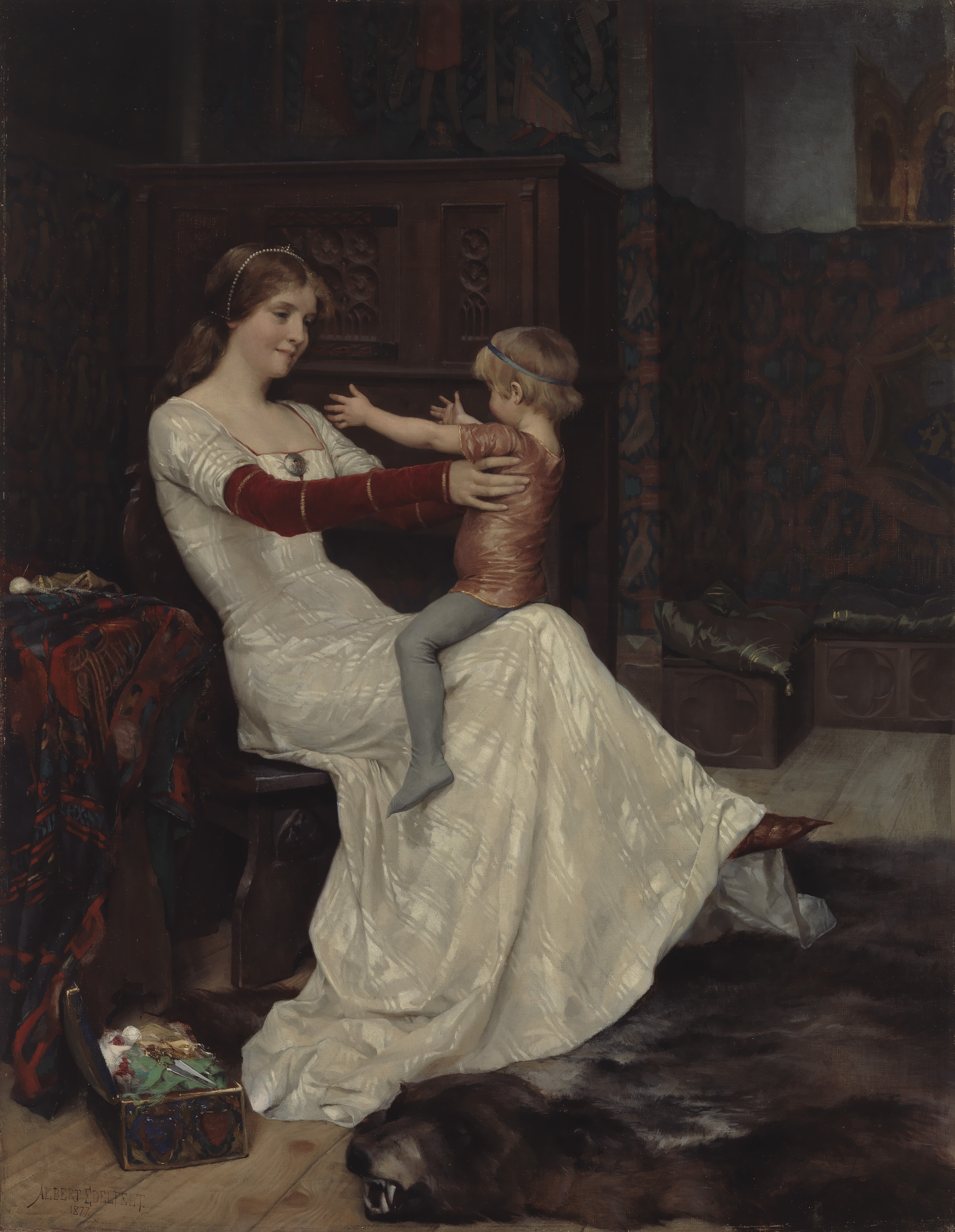
Blanca de Lamur, reina de Suecia, junto a su hijo, el príncipe Haakon (1877)
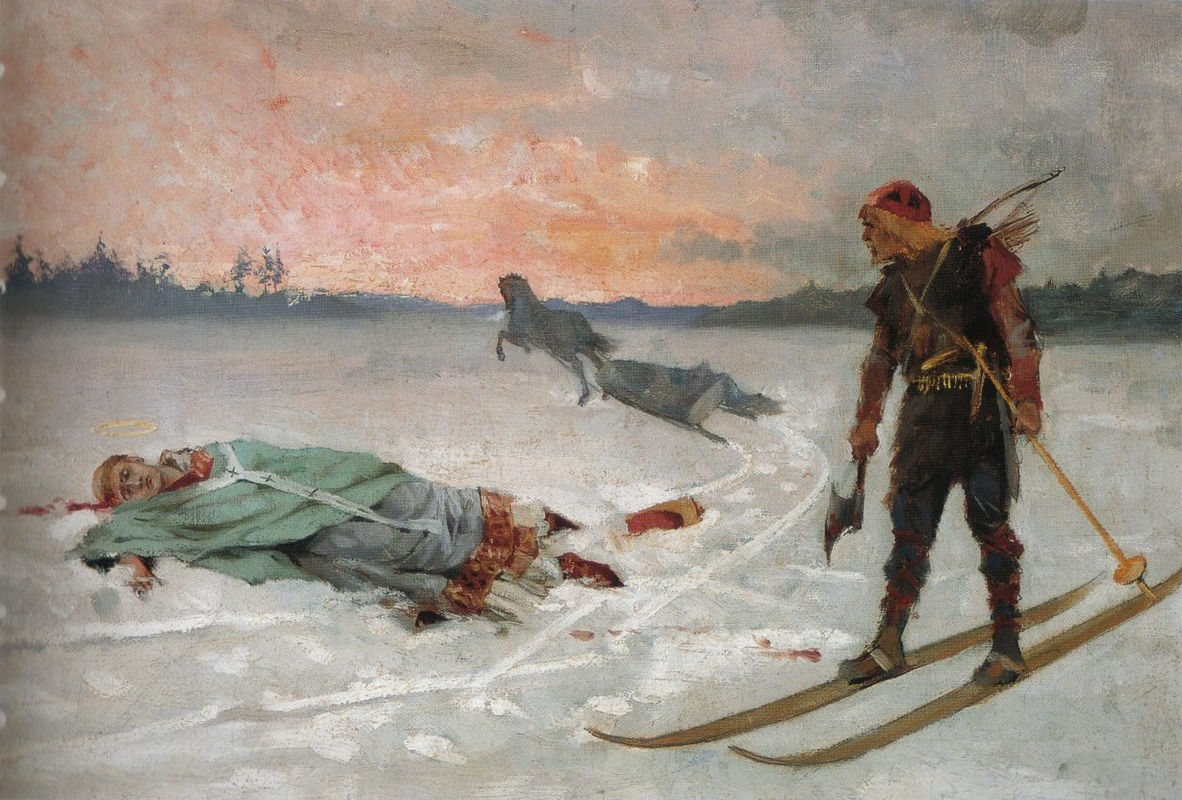
Obispo Henry asesinado por Lally (1877)
El jardín de Luxemburgo, París (1887)
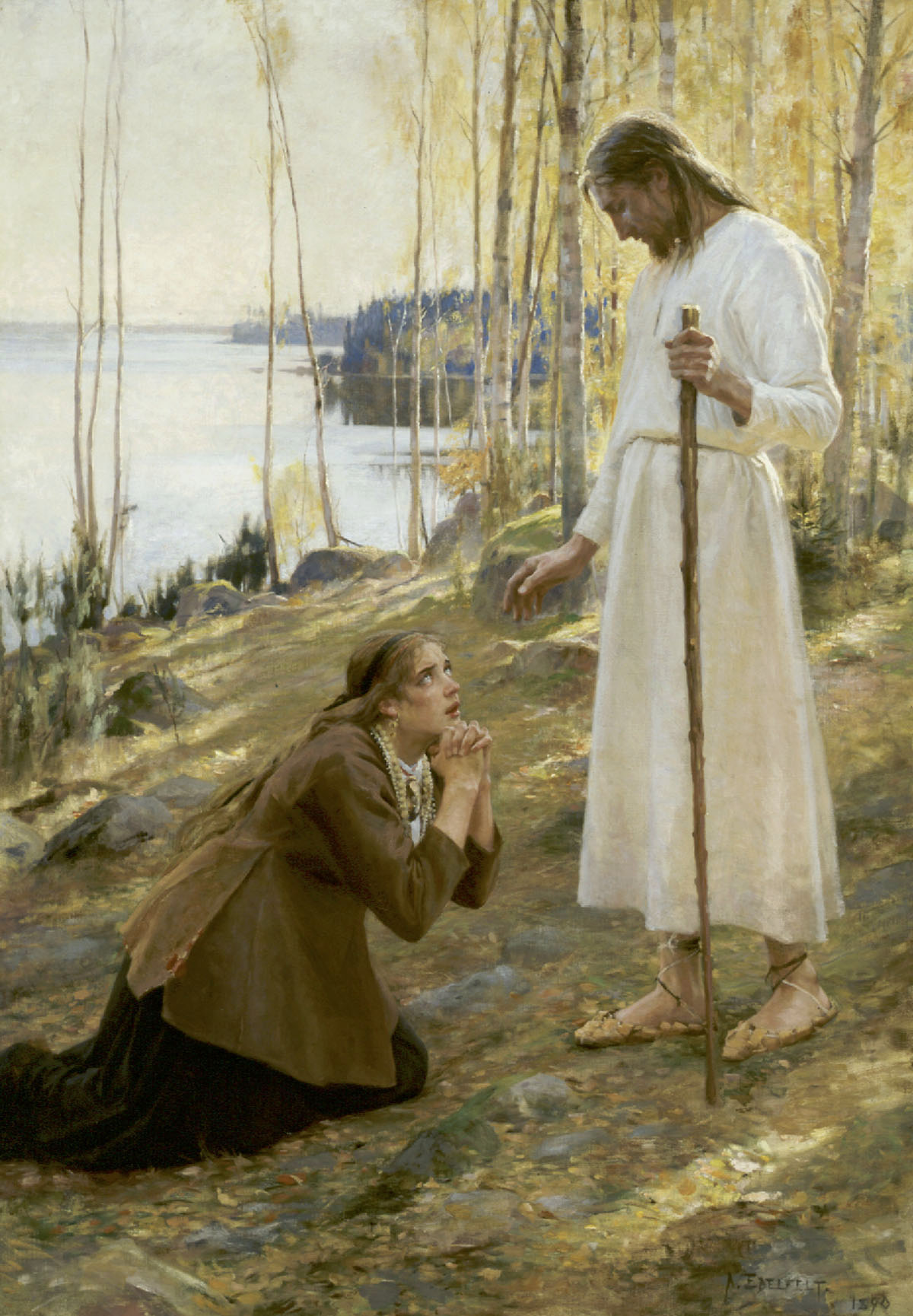
Cristo y María Magdalena (1890)

## Sus obras comentadas
- In the nursery, 1885.[1]